# Buffonellaria ritae
Buffonellaria ritae är en mossdjursart som beskrevs av Berning och Kuklinski 2008. Buffonellaria ritae ingår i släktet Buffonellaria och familjen Celleporidae. Inga underarter finns listade i Catalogue of Life.